# Pseudohippopsis brunneipes
Pseudohippopsis brunneipes là một loài bọ cánh cứng trong họ Cerambycidae.